# معدن گدارتول
معدن گدارتول یک منطقهٔ مسکونی در ایران است که در دهستان صوغان واقع شده‌است. معدن گدارتول ۳۹ نفر جمعیت دارد.